# Frontignan-de-Comminges
 Frontignan-de-Comminges  là một xã thuộc tỉnh Haute-Garonne trong vùng Occitanie ở tây nam nước Pháp. Xã nằm ở khu vực có độ cao trung bình 485 mét trên mực nước biển.